# Myllenyxis carinifrons
Myllenyxis carinifrons là một loài tò vò trong họ Ichneumonidae.